# Хомберг (Лаутерекен)
Хомберг (њем. Homberg) општина је у њемачкој савезној држави Рајна-Палатинат. Једно је од 98 општинских средишта округа Кузел. Према процјени из 2010. у општини је живјело 216 становника. Посједује регионалну шифру (AGS) 7336044.

## Географски и демографски подаци
Хомберг се налази у савезној држави Рајна-Палатинат у округу Кузел. Општина се налази на надморској висини од 340 метара. Површина општине износи 10,9 km². У самом мјесту је, према процјени из 2010. године, живјело 216 становника. Просјечна густина становништва износи 20 становника/km².